# Rysy

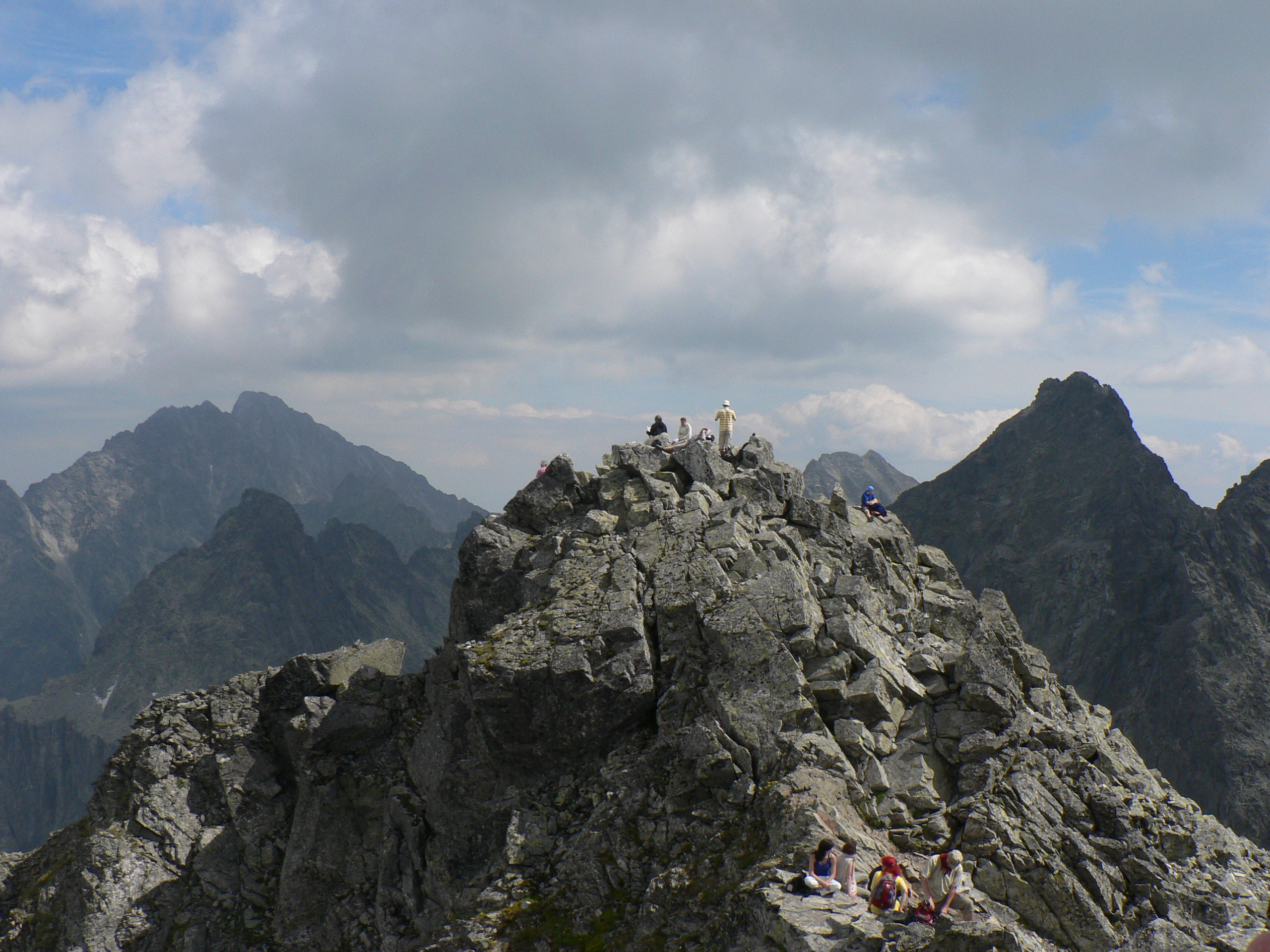
Najwyższy, słowacki wierzchołek Rysów (widok z wierzchołka granicznego)

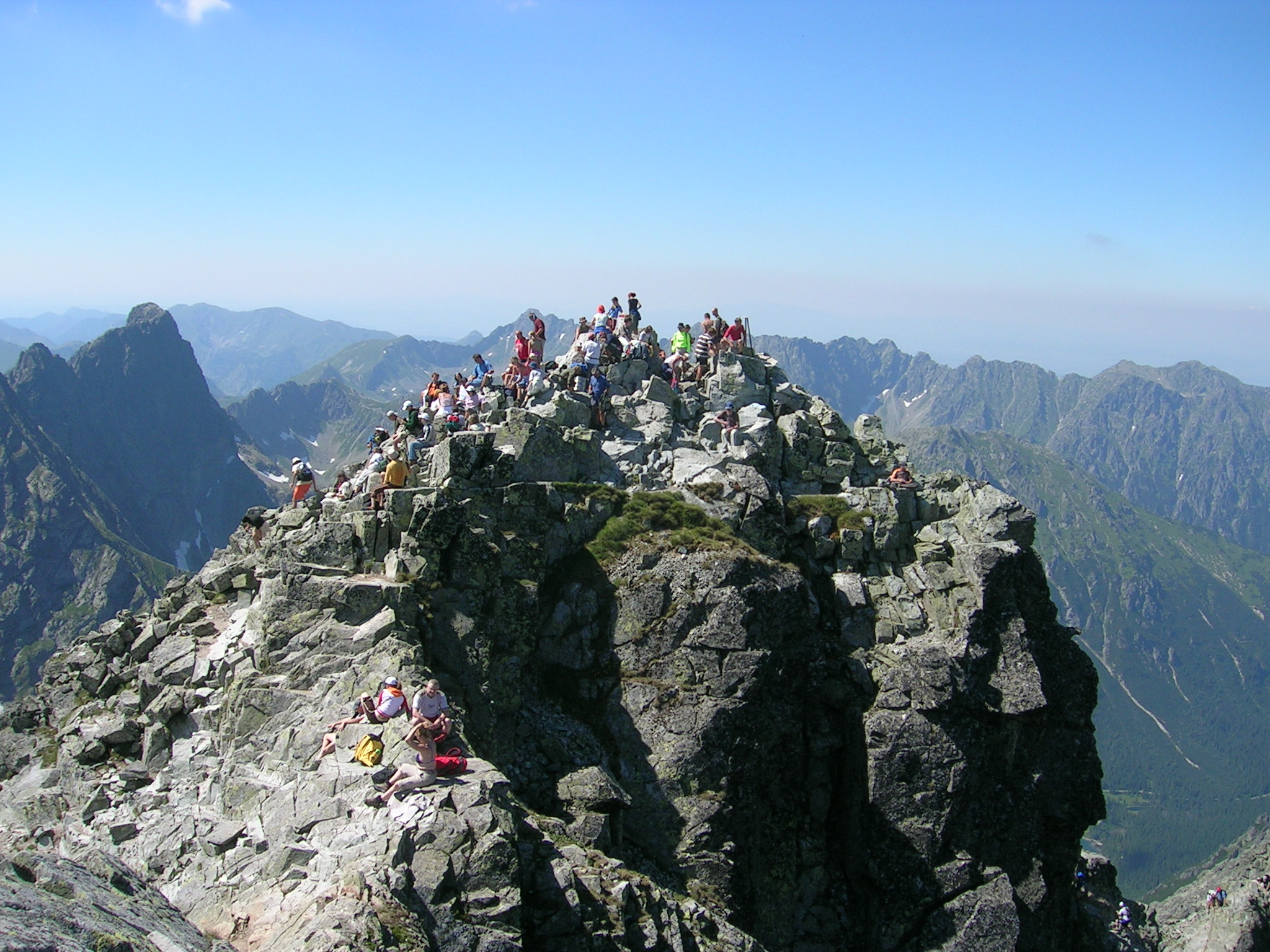
Graniczny wierzchołek Rysów (widok z wierzchołka słowackiego)

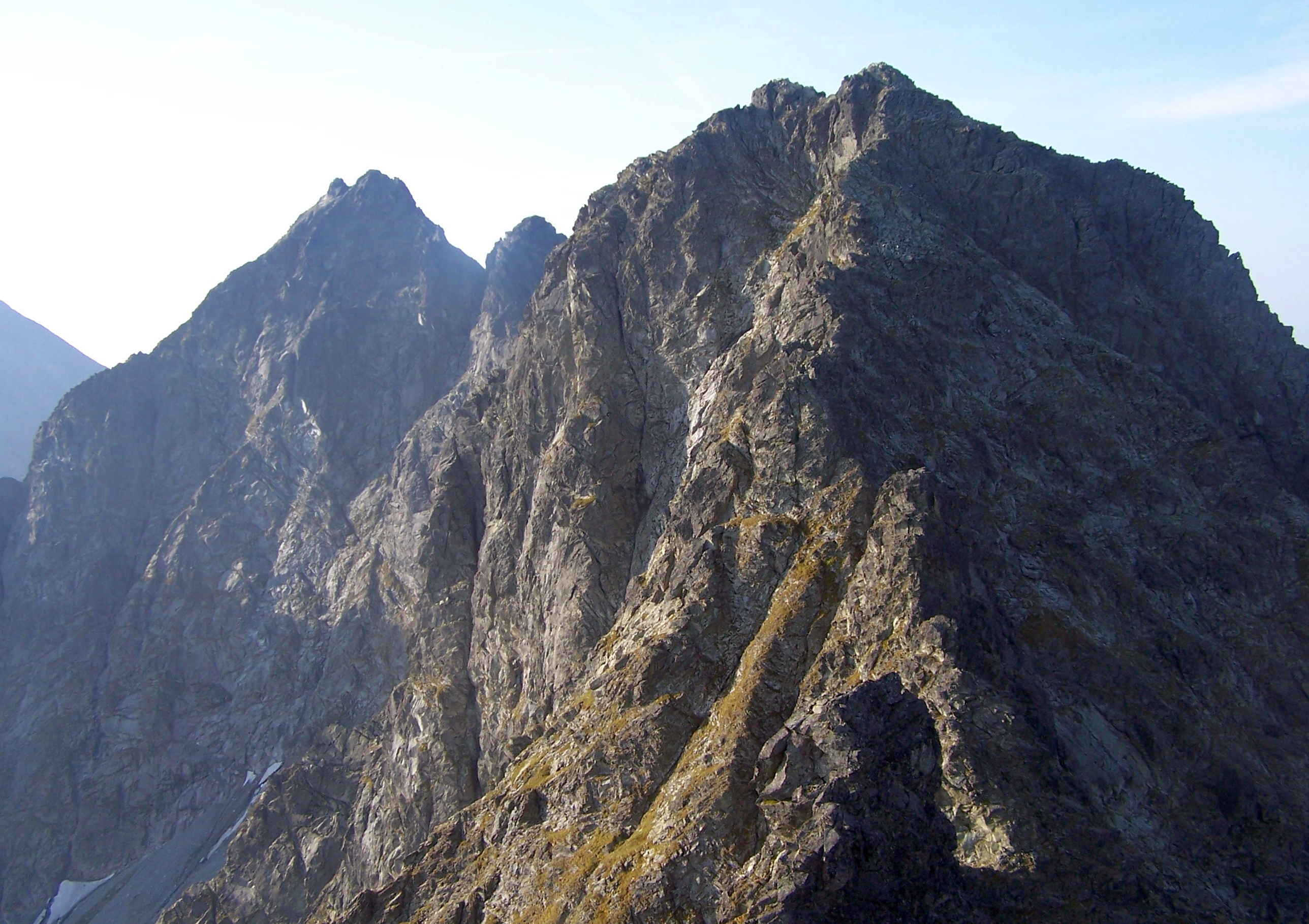
Wysoka, Ciężki Szczyt i Rysy. Widok z Niżnich Rysów

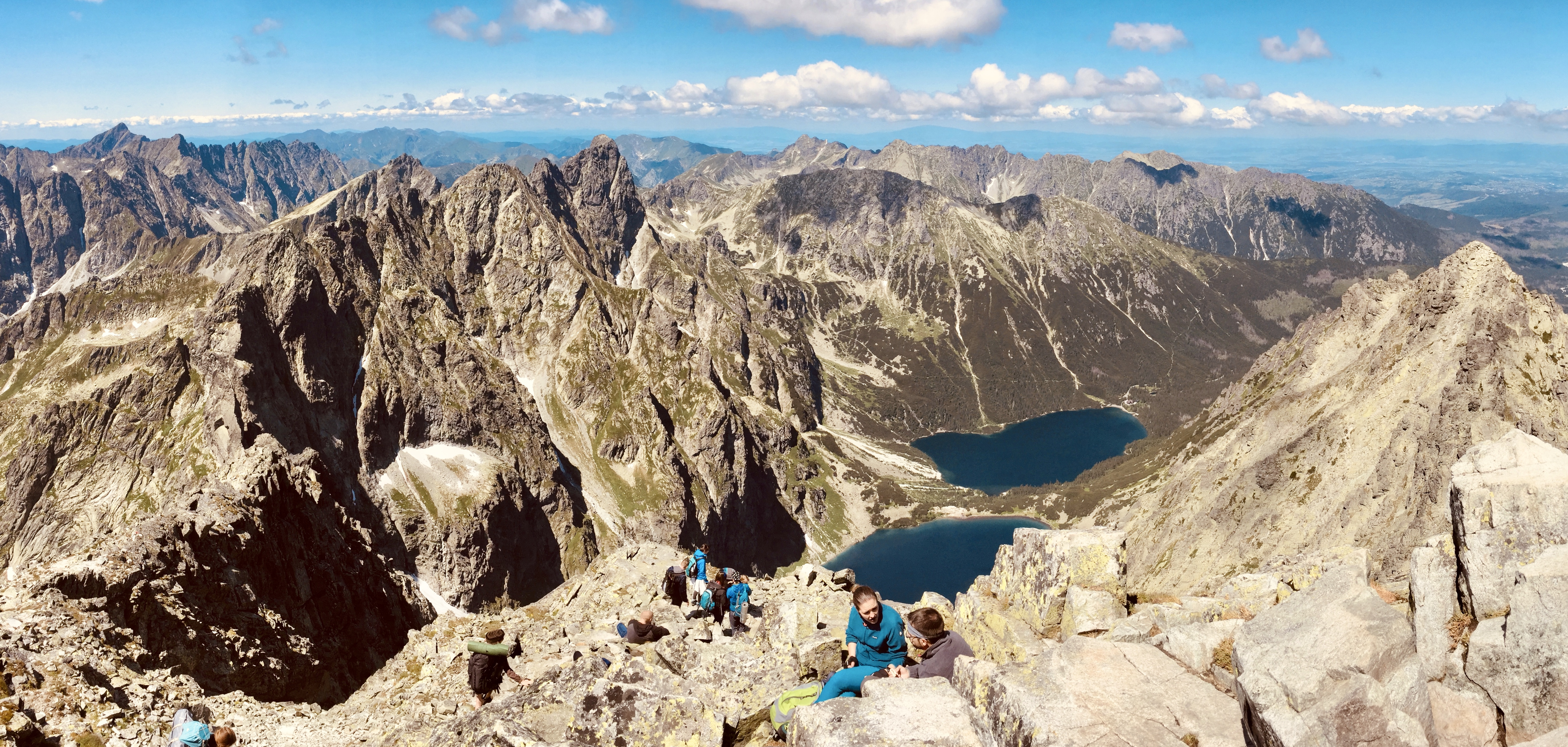
Czarny Staw pod Rysami i Morskie Oko

Rysy (niem. Meeraugspitze, słow. Rysy, węg. Tengerszem-csúcs) – góra zlokalizowana na granicy polsko-słowackiej, w Tatrach Wysokich (jednej z części Tatr). Ma trzy wierzchołki, z których najwyższy jest środkowy (2501 m n.p.m.), znajdujący się w całości na terytorium Słowacji. Wierzchołek północno-zachodni, przez który biegnie granica, stanowi najwyżej położony punkt Polski (według większości najbardziej wiarygodnych źródeł 2499 m – więcej informacji w sekcji „Topografia”) i należy do Korony Europy.

## Topografia
Masyw Rysów posiada trzy wierzchołki. Na granicy polsko-słowackiej znajduje się średni co do wysokości wierzchołek północno-zachodni, którego różne pomiary dały wysokość od 2498,7 do 2499,6 m (zgodną z tradycyjnie uznawaną wartością 2499 m). Wierzchołek ten jest najwyżej położonym punktem Polski. Spośród klasycznych pomiarów geodezyjnych wykonanych dla tego wierzchołka najdokładniejsze przeprowadzono w 1988 r., kiedy metodą precyzyjnej niwelacji trygonometrycznej wyznaczono, niezależnie od strony polskiej oraz słowackiej, wysokość punktu geodezyjnego zlokalizowanego 60 cm poniżej szczytu. Otrzymano wynik 2498,712 m od strony polskiej i 2498,724 m od strony słowackiej (różnica jedynie 1,2 cm) – a więc wysokość północno-zachodniego wierzchołka Rysów wynoszącą (po zaokrągleniu do 0,1 m) 2499,3 m.
Pierwsze pomiary wysokości Rysów przeprowadzono około połowy XIX wieku bardzo nieprecyzyjną metodą barometryczną, jeszcze bez podziału na poszczególne wierzchołki, otrzymując istotnie zaniżoną wartość 2309 m n.p.m. W rezultacie za najwyższy szczyt „Tatr Nowotarskich” (dzisiejsze Tatry Polskie) przejściowo uznawano Świnicę, której pierwszy pomiar z 1867 r. wykazał (zawyżony z kolei) wynik 2336 m. Wykonywane od lat 70. XIX wieku austriackie wojskowe pomiary kartograficzne dały już stosunkowo precyzyjne wyniki, z niewielkimi zastrzeżeniami uznawane do czasów najnowszych. W latach 10. XXI wieku rozwój technik geodezji satelitarnej umożliwił weryfikację i aktualizację wcześniej podawanych wartości. W 2019 r. geodeci z AGH w ramach projektu badawczego „Setka w Koronie” zmierzyli wysokości najważniejszych polskich gór, dla uzyskania wiarygodnych wyników łącząc techniki Lidar (do wstępnego zidentyfikowania potencjalnie najwyższych punktów góry) i GNSS (do właściwego pomiaru); w opublikowanej pracy zauważyli przy tym, że żadna z tych metod nie byłaby samodzielnie wystarczająca. Uzyskana przez nich wysokość granicznego wierzchołka Rysów wyniosła 2499,0 m (w układzie wysokości Kronsztad) z dopuszczalnym błędem pomiaru 10 cm. Pomimo to, zakłady kartograficzne „Sygnatura” i „Polkart” podały na swoich mapach z 2020 r. najwyższy punkt Polski o wysokości 2500 m w oparciu wyłącznie o dane lidarowe, uzasadniając to obecnością w nich czterech punktów z przedziału 2499,8–2499,9 m (po zaokrągleniu do pełnych metrów 2500 m) w obrębie kopuły szczytowej północno-zachodniego wierzchołka. Punkty te zinterpretowano jako reprezentację słupka granicznego i sąsiedniego głazu. Wydawcy zastrzegli, że dopuszczają błąd jednego metra w podawanych przez siebie wysokościach. Przytoczone punkty znajdują się jednak w odległości 3–4 metrów od lokalizacji słupka granicznego podanego w Państwowym Rejestrze Granic. Zawyżenie położenia Rysów w danych lidarowych zauważono już wcześniej; zinterpretowano je wtedy jako efekt licznej obecności turystów na szczycie w trakcie wykonywania nalotów lotniczego skaningu laserowego i błędnej klasyfikacji części uzyskanych odbić (będących możliwymi odbiciami plamki lasera od ludzi) jako reprezentacji gruntu. Najnowsze pomiary geodezyjne, przeprowadzone przez naukowców z Uniwersytetu Przyrodniczego we Wrocławiu i wykorzystujące dokładniejszy model geoidy niż pomiary z 2019 roku, dały wynik 2499,44 ± 0,05 m w układzie wysokości Amsterdam (tj. 2499,27 ± 0,05 m w układzie wysokości Kronsztad).
Najwyższy z wierzchołków (tak zwany środkowy) wznosi się na wysokość 2500,91 ± 0,05 m (układ wysokości Amsterdam), tj. około 1,5 m wyżej od wierzchołka granicznego i znajduje się po stronie słowackiej, podobnie jak najniższy wierzchołek południowo-wschodni (2472 m, według wcześniejszego pomiaru 2473 m). Podawana powszechnie w literaturze i na mapach wysokość 2503 m dla najwyższego punktu Rysów pochodzi z dawnych pomiarów austriackich z lat 1896–1897 i jest z pewnością zawyżona. Rysy cechują się dużą wysokością względną, wznosząc się ponad 1100 metrów nad powierzchnię Morskiego Oka.
Znajdujący się w Tatrach Wysokich masyw Rysów leży na południowy wschód od Morskiego Oka w punkcie zwornikowym głównego grzbietu Tatr i północnej grani Rysów, w której tkwią Niżnie Rysy i Żabie Szczyty (Wyżni i Niżni). U stóp leżą: Dolina Rybiego Potoku, Dolina Białej Wody i Dolina Mięguszowiecka. Od północy oddziela go od Niżnich Rysów Przełęcz pod Rysami, od zachodu od Żabiego Konia Żabia Przełęcz, a od południowego wschodu od Ciężkiego Szczytu w masywie Wysokiej szerokie siodło Wagi. Na wschodnią stronę opada z Rysów 500-metrowa ściana skalna, w której znajdują się liczne drogi wspinaczkowe.
W zachodniej grani Rysów powyżej Żabiej Przełęczy wyodrębniają się trzy Turnie nad Żabią Przełęczą: Zachodnia Turnia nad Żabią Przełęczą (Západná veža nad Žabím sedlom), Pośrednia Turnia nad Żabią Przełęczą (Innominata, Prostredná veža nad Žabím sedlom) i najwyższa Wschodnia Turnia nad Żabią Przełęczą (Východná veža nad Žabím sedlom). Od północno-zachodniego szczytu Rysów turnie te są oddzielone Przełączką nad Turniami (Štrbina nad vežami). Przełączka pomiędzy dwoma wyższymi wierzchołkami Rysów nosi nazwę Zadniej Przełączki w Rysach (Zadná priehyba v Rysoch), natomiast pomiędzy najwyższym i najniższym wierzchołkiem znajduje się Pośrednia Przełączka w Rysach (Prostredná priehyba v Rysoch). Na południowy wschód od najniższego wierzchołka grań kieruje się poprzez Przednią Przełączkę w Rysach (Predná priehyba v Rysoch) do Kopy nad Wagą, a następnie opada na Wagę.

## Przyroda ożywiona
Szczyt Rysów jest prawdziwym unikatem, jeśli chodzi o bogactwo flory. Na wysokości 2483–2503 m występują tu jeszcze 63 gatunki roślin kwiatowych, głównie z grupy roślin alpejskich. Z rzadkich roślin występują m.in. ukwap karpacki, skalnica odgiętolistna i wiechlina tatrzańska – gatunki w Polsce obecne tylko w Tatrach i to na nielicznych stanowiskach.
Na południowych zboczach przebywają kozice i świstaki. Na sam szczyt dochodzą lisy. Występuje tu również stale kilka gatunków ptaków i szereg gatunków niższych zwierząt: owadów i mięczaków. W pobliżu wierzchołka po raz pierwszy odłowiono endemicznego pajęczaka Polonozercon tatrensis.

## Nazwa
Nazwa Rysy nie pochodzi, jak powszechnie się uważa, od ukośnego żlebu widocznego w masywie góry (tzw. Rysy), ale od pożłobionych zboczy całego kompleksu Niżnich Rysów, Żabiego Szczytu Wyżniego i Żabiego Mnicha. Nazwę utworzyli polscy górale i była ona w użyciu co najmniej od początków XIX w. „Skalne żleby albo rysy (Risse), wypełnione wiecznym śniegiem, sięgają od głównego grzbietu aż do powierzchni Czarnego Stawu” – pisał niemiecki turysta już w 1827 r. Wkrótce Rysami określali polscy turyści całą grań, zamykającą kocioł Czarnego Stawu: „Rysy to jest grzbiet okalający Czarny Staw” (Feliks Berdau, 1855); „Olbrzymie skały zwane Rysy (...) obstąpiły półkolem jezioro” (Maria Steczkowska, 1858); „Staw ten otoczony olbrzymimi skałami nazwanymi Rysy” (Onufry Trembecki, 1861); „Dzikie turnie Rysami zwane w krąg otaczają Czarny Staw” (Walery Eljasz, 1873). W połowie XIX w. turyści niemieckojęzyczni ze strony węgierskiej zaczęli używać dla szczytu nazwy Meeraugspitze, natomiast Polacy – w miarę rozwoju taternictwa i zagęszczania nazw poszczególnych formacji grzbietu – zawęzili stosowanie nazwy Rysy do najwyższego szczytu w grani. Podsumował to wkrótce Tytus Chałubiński: „Szczyt sterczący nad (...) Czarnym Stawem zowią zakopianie Rysami, węgierscy i niemieccy turyści Morskookim Szczytem (Meer-Augenspitze), Słowacy zaś Wagą”.

## Wypadki
Wypadki w drodze na Rysy zdarzają się od początków turystyki tatrzańskiej. Do ich najczęstszych przyczyn zaliczają się: lekceważenie zalegającego (nieraz do późnego lata) śniegu, brak kondycji fizycznej i psychicznej, a także zaznajomienia ze stromizną, nieodpowiednie obuwie i odzienie, kruche skały, nadmierne pragnienie zdobycia szczytu.
12 sierpnia 1884 Jerzy Amsel, student filozofii z Wrocławia, poślizgnął się podczas zejścia na płacie śniegu i spadł ze znacznej wysokości, odnosząc ciężkie rany. Na przemian mdlejąc i odzyskując przytomność, przez trzy doby walczył o życie; wieczorem 15 sierpnia uratowali go przypadkowo napotkani turyści. Po dwóch tygodniach opuścił szpital.
Pierwszy wypadek śmiertelny nastąpił na początku czerwca 1909 r., gdy z nieznanych przyczyn zginął Ernest Weiss, profesor gimnazjalny z Chorzowa. Jego szczątki odnaleziono dopiero po czterech latach. W tym czasie doszło już do kolejnych tragedii: 20 sierpnia 1910 Alojzy Karlik i Vlastimil Vonašek runęli po śniegu spod samego wierzchołka i ponieśli śmierć w wyniku wielusetmetrowego upadku; 22 sierpnia 1912, po ponad tygodniu poszukiwań, znaleziono zwłoki Eugenii Zielińskiej, nauczycielki z Warszawy, która najprawdopodobniej zgubiła się w okolicach Buli pod Rysami i spadła. Kierujący wyprawami ratunkowymi Mariusz Zaruski twierdził, że na opinię publiczną można oddziaływać tylko poprzez skrupulatne podawanie wszystkich drastycznych szczegółów, toteż pedantycznie zanotował, że zwłoki dwóch Czechów zbierano z obszaru 150 m², a ciało kobiety – z obszaru 30 m².

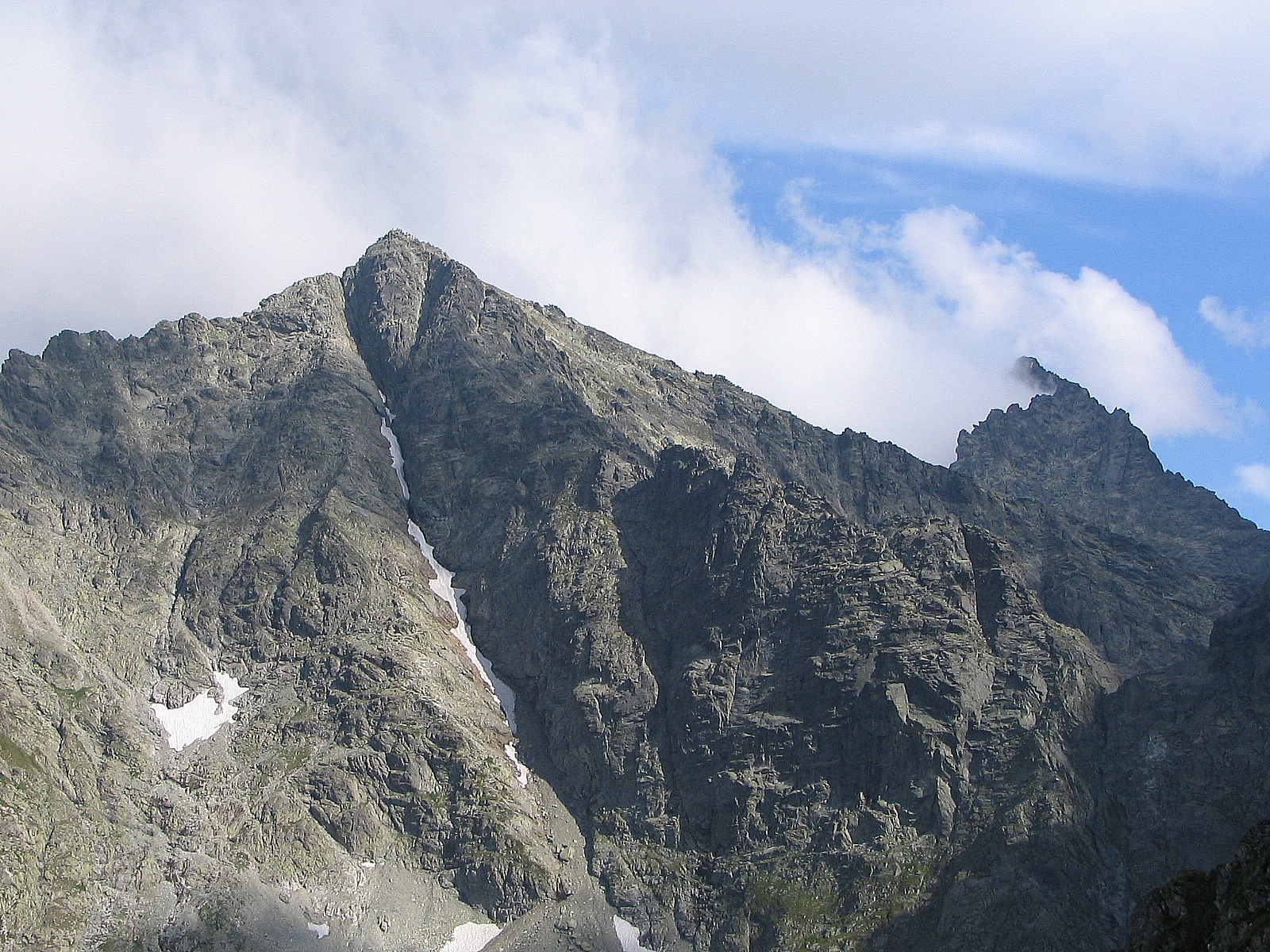
Rysy w sierpniu. Wyraźnie widoczna Rysa – duży zaśnieżony żleb

W okresie międzywojennym zginął w tym rejonie tylko jeden turysta – 15 czerwca 1936 Alfred Kwaśny odniósł śmiertelne rany wskutek wypadku na zlodowaciałym śniegu, a jego towarzyszkę w ostatniej chwili udało się uratować. Jednak po drugiej wojnie światowej liczba tragedii znacząco wzrosła wraz z nasileniem się ruchu turystycznego. Przyczyny wciąż są takie same: poślizgnięcia na śniegu, zabłądzenia, obrywy skalne, brak doświadczenia. Długość upadków sprawia, że poszkodowani przeważnie giną na miejscu, przed przybyciem pomocy (jednym z wyjątków był przypadek turysty, który na początku lutego 1997 r. spadł z okolic wierzchołka i zatrzymał się około 800 metrów niżej, ale jedynie złamał nadgarstek).
Osobną kategorię stanowią wypadki lawinowe, w których nieraz poszkodowanych zostaje wiele osób naraz. 28 stycznia 2003 około godziny 11 z Rysów zeszła lawina, w której zginęło 8 osób z 13-osobowej grupy. Była to wycieczka członków Uczniowskiego Klubu Sportowego „Pion”, działającego przy I Liceum Ogólnokształcącym w Tychach. Wypadek ten był najtragiczniejszym takim wydarzeniem w polskich Tatrach.
30 grudnia 2009 o godzinie 11:40 z Buli pod Rysami zeszła lawina, która zagarnęła pięć osób, z czego trzy pogrzebała pod śniegiem. Ekipa ratownicza przybyła na miejsce już po kwadransie. Marka D. i Rafała P. mimo krytycznie ciężkich obrażeń udało się uratować, rany Jana Rz. i Grzegorza A. okazały się śmiertelne, Stefana G. znaleziono już martwego.
Jest to tylko pobieżny przegląd niektórych najbardziej tragicznych zdarzeń. Każdy sezon turystyczny przynosi nowe wypadki. Błędy popełniane przez turystów są wciąż takie same i wciąż tak samo skutkują zgonami lub ciężkimi obrażeniami.

## Historia
Pierwsze odnotowane wejścia:
- latem – Eduard Blásy z przewodnikiem Jánem Rumanem Driečnym starszym, 30 lipca 1840[13]
- zimą – Theodor Wundt z przewodnikiem Jakobem Horvayem, 10 kwietnia 1884 r.[22]

Wejście na szczyt Blásyego upamiętniała tablica wmurowana w północno-zachodni wierzchołek 20 lipca 1891, została ona jednak rozbita rok później. Podobnie uhonorowano pobyt Włodzimierza Lenina na szczycie w latach 1913–1914. Jego wejście nie zostało jednak nigdy potwierdzone, a tablica była wielokrotnie niszczona. Z tego powodu w pewnym okresie przechowywano ją w Chacie pod Rysami, a na szczycie umieszczano tylko na czas uroczystości politycznych. W 1899 r. na szczyt weszli także Maria Skłodowska-Curie i Pierre Curie.

## Turystyka
Rysy należą do najczęściej odwiedzanych szczytów tatrzańskich. Wejście od strony polskiej jest dobrze ubezpieczone (prawie 300 metrów łańcuchów), wymaga jednak przygotowania turystycznego i kondycyjnego. Od wejścia do TPN na Palenicy Białczańskiej deniwelacja wynosi 1504 m, a od Morskiego Oka 1104 metry. Od Czarnego Stawu średnie nachylenie szlaku wynosi 30 stopni. Szlak wiedzie przez miejsca zacienione, co powoduje spadki temperatury oraz duże prawdopodobieństwo zalegania płatów śniegu. Wejście zimowe wymaga posiadania odpowiedniego sprzętu (raki, czekan) i umiejętności posługiwania się nim. Od czasu otwarcia polskiego szlaku na Rysy zginęło na nim ponad 50 osób.
Szczyt swoją popularność zawdzięcza niezrównanej panoramie: przy dobrej pogodzie widoczność sięga ponad 200 km. Z wierzchołka można rozróżnić 80 szczytów tatrzańskich i mniej więcej 50 szczytów w innych grupach górskich, widoczne jest 13 większych jezior tatrzańskich oraz odległy o około 90 km Kraków. Przy bardzo dobrej widzialności dostrzec można zarysy Bieszczadów i Karpat ukraińskich. Szczyt, pomimo swej znacznej wysokości, stanowi dogodne przejście z Morskiego Oka do Popradzkiego Stawu w Dolinie Mięguszowieckiej, w szczególności jedyne znakowane przejście przez główną grań Tatr pomiędzy Suchą Przełęczą a Polskim Grzebieniem. Granicę można przekraczać od 15 czerwca do 31 października – gdyż tylko w tym okresie otwarty jest szlak po stronie słowackiej. W 2007 roku, po wejściu Polski i Słowacji do strefy Schengen, zostało zlikwidowane turystyczne przejście graniczne na Rysach, ponieważ granice między państwami do niej należącymi można od tego czasu swobodnie przekraczać w każdym miejscu.
Rysy są najwyższym punktem w Tatrach, na który prowadzi szlak turystyczny. W okresie od 1 listopada do 14 czerwca szlak od strony Słowacji jest zamknięty. We wrześniu 2016 roku od strony słowackiej zainstalowane zostały metalowe stopnie ułatwiające dostęp do szczytu.
Rysy należą do Korony Gór Polski (wierzchołek graniczny), Korony Tatr (wierzchołek środkowy), Korony Europy (wierzchołek graniczny) oraz Wielkiej Korony Tatr (wierzchołek środkowy).

## Szlaki turystyczne
Na szczyt prowadzą dwa obukierunkowe szlaki turystyczne: północny od strony polskiej oraz południowy od strony słowackiej. Stary szlak północno-wschodni, wykorzystywany przez polskich turystów przed wyznaczeniem drogi znad Morskiego Oka, współcześnie leży po stronie słowackiej i pokonywanie go jest dozwolone wyłącznie w towarzystwie uprawnionego przewodnika.
 – północny, czerwony od schroniska nad Morskim Okiem wschodnim lub zachodnim brzegiem Morskiego Oka na próg Czarnego Stawu i przez Bulę pod Rysami na wierzchołek Rysów.

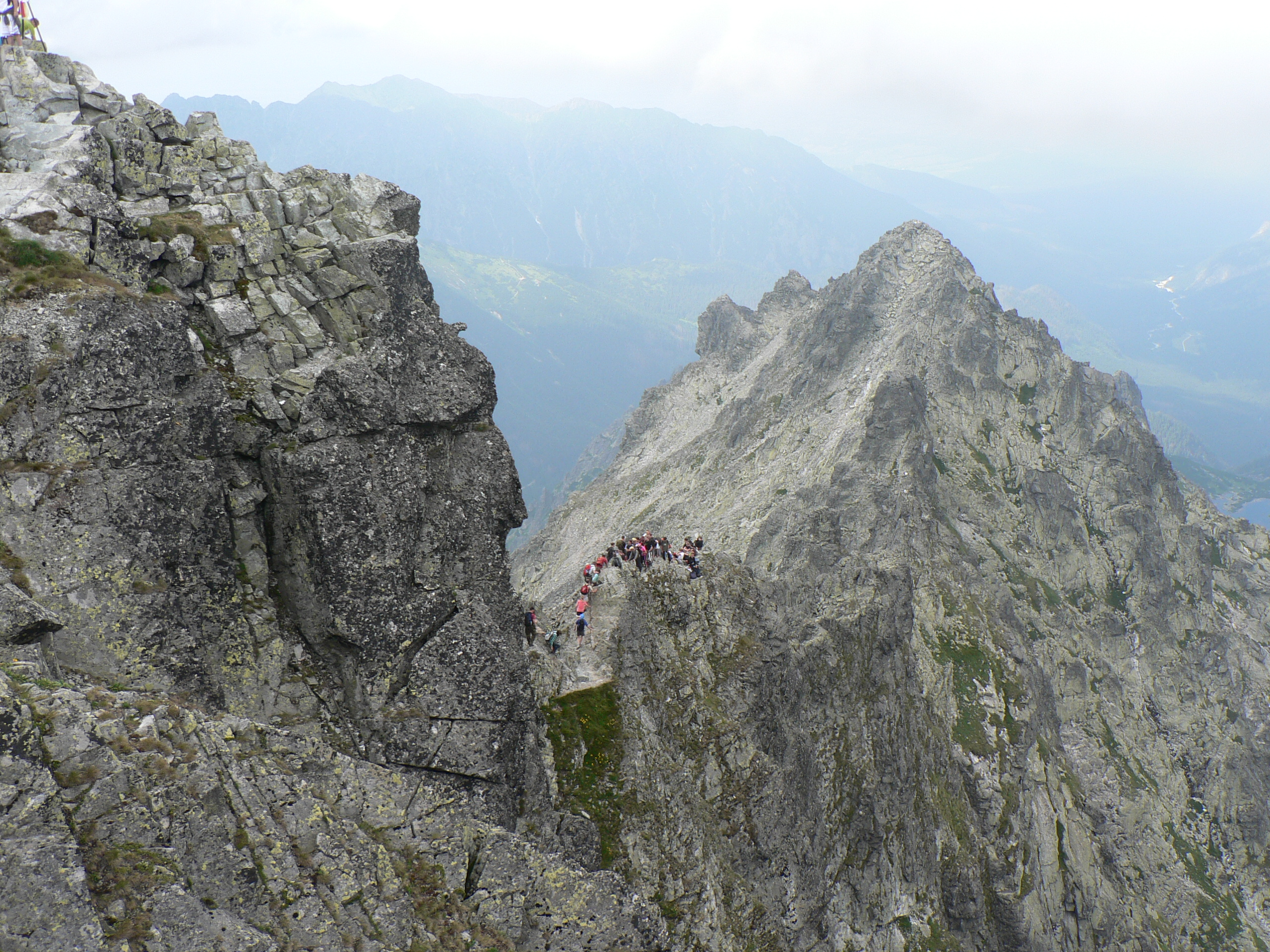
Turyści pokonujący okolice Przełączki pod Rysami

- Czas przejścia od schroniska nad Morskim Okiem nad Czarny Staw: 50 min, ↓ 40 min;
- czas przejścia znad Czarnego Stawu na szczyt Rysów: 3 h, ↓ 2:30 h.

Szlak okrąża Morskie Oko z obu stron (bez trudności; ścieżka wschodnia minimalnie krótsza), po czym wspina się stromo nad Czarny Staw pod Rysami, gdzie nad brzegiem postawiono krzyż. Czarny Staw turyści okrążają od lewej (wschodniej) strony, po czym wchodzą w region Kotła pod Rysami. Począwszy od tego miejsca, zanikają zwarte zbiorowiska roślinne, a średnie nachylenie szlaku wynosi 30 stopni, co czyni go bardzo wymagającym kondycyjnie. Pnąc się stromą, kamienistą ścieżką, w ciągu około półtorej godziny osiąga się Bulę pod Rysami – niewybitny, płaski szczyt o wysokości 2054 metrów. Choć ten odcinek nie zawiera trudności wspinaczkowych i zasadniczo nie wymaga używania rąk, może być niebezpieczny z powodu kruchych i często śliskich skał, a także bardzo długo zalegającego śniegu – nieostrożność łatwo prowadzi do groźnych w skutkach upadków. W dwóch trzecich drogi z Czarnego Stawu na Bulę trasa mija ważny punkt orientacyjny i widokowy, wielki głaz często nazywany po prostu Kamieniem. Za Bulą szlak diametralnie zmienia swój charakter, wkrótce pojawiają się pierwsze łańcuchy ułatwiające podejście, które z krótkimi przerwami ciągną się aż do szczytu. Droga prowadzi grzędą, czyli wypukłą formacją skalną, po prawej stronie podchodzących znajduje się olbrzymi żleb – Rysa. Upadki bardzo często kończą się w Rysie, a lot daje tylko minimalną szansę przeżycia. Podejście jest długie i mozolne, łańcuchy pomagają pokonać kolejne spiętrzenia płyt. Najtrudniejsze miejsce występuje tuż pod szczytem, jest to tak zwana Przełączka pod Rysami (2469 m). W tym miejscu (położonym już na granicy polsko-słowackiej) w obie strony opada półkilometrowa przepaść. Pokonuje się je trzymając się łańcucha i stawiając stopy na wąskich skalnych stopniach formujących półkę. Końcowe podejście na wierzchołek jest stosunkowo łatwe i krótkie, jakkolwiek eksponowane.
   – południowy, niebieski od schroniska nad Popradzkim Stawem (1500 m n.p.m.) Doliną Mięguszowiecką (Mengusovská dolina) do Żabich Stawów Mięguszowieckich (Žabie plesá). Dalej czerwonym do Chaty pod Rysami, dalej na przełęcz Waga (Váha) i wierzchołek Rysów.

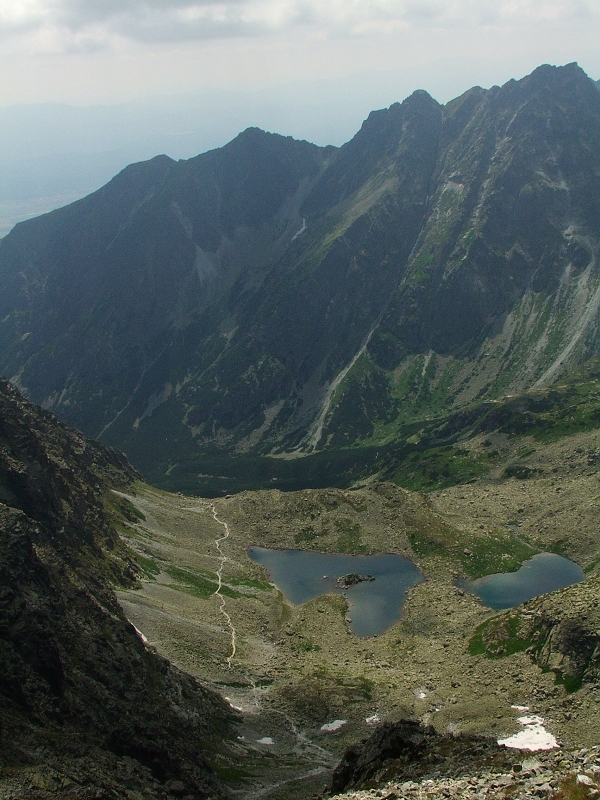
Linia szlaku obok Żabich Stawów Mięguszowieckich

- Czas przejścia od Popradzkiego Stawu do schroniska pod Rysami szlakami niebieskim i czerwonym: 2:15 h, ↓ 1:45 h;
- czas przejścia ze schroniska pod Rysami na Rysy: 1 h, ↓ 45 min[32].

Szlak słowacki jest znacznie łatwiejszy od polskiego. Prowadzi łagodnie w głąb Doliny Mięguszowieckiej aż do Chaty pod Rysami. W jedynym trudniejszym miejscu dla ułatwienia podejścia zamontowano oprócz łańcuchów metalowe schody, tak zwane „stupaczki”. Powyżej Chaty pod Rysami szlak staje się dość niewygodny, kluczy wśród skalnych rumowisk, ale nadal w zasadzie nie wymaga użycia rąk. Ekspozycja (przepaścistość) pojawia się dopiero tuż pod wierzchołkiem.
  częściowo bez znaków – północno-wschodni, niebieski z Łysej Polany na granicy polsko-słowackiej Doliną Białej Wody na Polanę pod Wysoką. Dalej bez znaków ścianą stawiarską Doliny Ciężkiej do Ciężkiego Stawu i Zmarzłego Stawu pod Wysoką, za którym płytkim żlebem na przełęcz Waga. Następnie szlakiem czerwonym na wierzchołek Rysów.

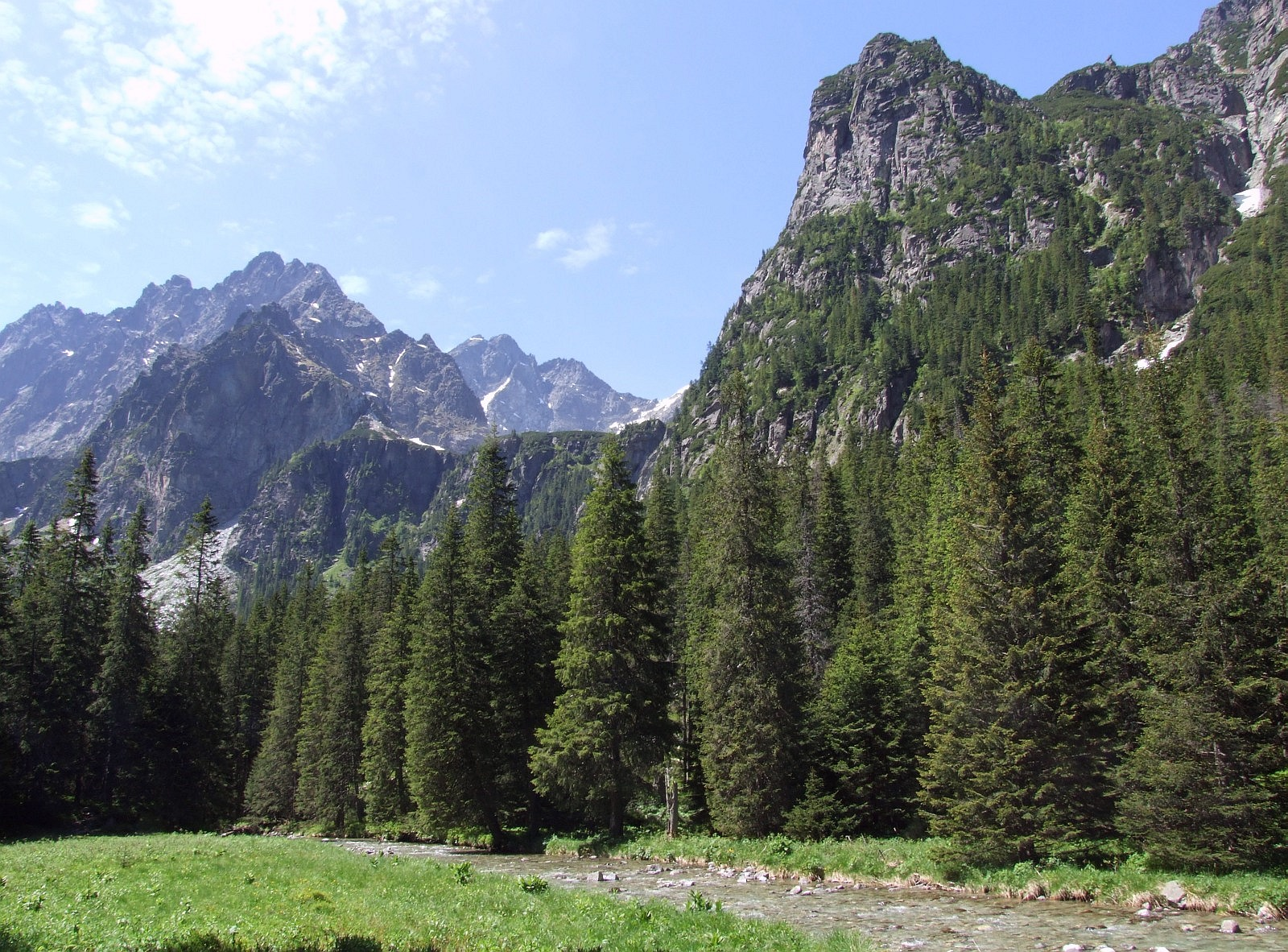
Dolina Ciężka i jej próg widziane z Polany pod Wysoką

- Czas przejścia z Łysej Polany na Polanę pod Wysoką: 2:30 h, ↓ 2 h;
- czas przejścia z Polany pod Wysoką na Wagę: 4:15 h, ↓ 3 h;
- czas przejścia z Wagi na Rysy: 30 min, ↓ 20 min.

Szlak prowadzi przez Dolinę Białej Wody wygodną drogą. Na wyższym krańcu zarastającej Polany pod Wysoką skręca na wprost przez obozowisko taternickie – od tego miejsca jest nieoznakowany, niewyraźny i uciążliwy, a za pokonywanie go bez uprawnionego przewodnika można otrzymać mandat. Krótki odcinek prowadzi za obozowiskiem wschodnim brzegiem Białej Wody do niewielkiej kładki, za którą nie do końca zatartą ścieżką przez gęsty las ku południowi i południowemu zachodowi. Po przekroczeniu Ciężkiego Potoku (kolejna kładka) trasa gwałtownie stromieje, przełamując się serią zakosów przez próg Doliny Ciężkiej. Po minięciu górnej granicy lasu po prawej stronie podchodzących, w bezpośredniej bliskości, ukazuje się stumetrowa Ciężka Siklawa – najwyższy tatrzański wodospad. Nad ścianą stawiarską szlak wypłaszcza się, osiągając wśród kosodrzewiny Ciężki Staw. Okrążywszy go od południowego wschodu, prowadzi dalej w głąb doliny ku górze, cały czas nieopodal potoku, po spadzistych trawnikach i potrzaskanych głazach docierając wkrótce do Zmarzłego Stawu pod Wysoką, aby obejść go od wschodu powyżej trudności skalnych. Jan Alfred Szczepański określił to górne piętro Ciężkiej mianem „najbardziej wysokogórskiej tatrzańskiej doliny”. Odtąd średnie nachylenie szlaku wynosi 45 stopni, co czyni go skrajnie wymagającym kondycyjnie. Wątła ścieżynka wiedzie po płatach śniegu i rumowiskach na zachód z lekkim odchyleniem południowym, nieprzerwanie wzwyż, celując pomiędzy Wysoką a Rysy, aż do wylotu żlebu opadającego spod Wagi. Ponieważ żleb odznacza się niezwykłą kruszyzną, trasa wyprowadza na przełęcz Waga krótkimi trawersami po grzędzie stanowiącej jego północne obramowanie, choć i tam zalega wiele luźnych głazów. Z Wagi, jak powyżej, szlakiem czerwonym łatwo na wierzchołek Rysów. Przejścia opisaną drogą zabronił zwiedzającym jeszcze w XIX wieku książę Christian Hohenlohe i pomimo wielokrotnych zmian rządów nikt nie zniósł tego zakazu. Chociaż szlak nie zawiera znacznych trudności wspinaczkowych, jest odradzany niedoświadczonym turystom także z uwagi na ryzyko porwania przez lawinę skalną.